# Hans-Joachim Frowein
Hans-Joachim Frowein war ein deutscher Marineoffizier und Kryptoanalytiker.
Während des Zweiten Weltkriegs arbeitete er beim B-Dienst (Beobachtungsdienst), dem damaligen Marinenachrichtendienst der deutschen Kriegsmarine. Im Auftrag des Befehlshabers der U-Boote (BdU), Großadmiral Karl Dönitz, untersuchte er die kryptologische Sicherheit der Rotor-Chiffriermaschine Enigma-M4, die von den deutschen U-Booten damals zur Verschlüsselung ihrer Funksprüche (FTs) verwendet wurde.

## Leben
Über sein Leben ist nur wenig bekannt. Während des Krieges, im Jahr 1944, diente er als Offizier im Rang eines Leutnants zur See als Kryptologe bei der Seekriegsleitung (SKL).    
Seine genaue Dienststellenbezeichnung war „OKM/4 SKL III“, mit der Bedeutung Oberkommando der Kriegsmarine, Amtsgruppe 4 (Marinenachrichtendienst), Abteilung Funkaufklärung (MND III).
Nachdem sich im Laufe des Jahres 1943 sowie Anfang 1944 – auf für die deutsche Marineführung unerklärliche Weise – erneut die Verluste der eigenen U-Boote häuften, wurde die Sicherheit der M4 durch den BdU ein weiteres Mal in Frage gestellt. Leutnant Frowein wurde beauftragt, innerhalb der folgenden sechs Monate eine gründliche Überprüfung der Sicherheit der Vier-Walzen-Enigma durchzuführen. Er arbeitete an dieser Aufgabe ab Juli 1944 bis Januar 1945. Dabei verfügte er zur Unterstützung über zwei weitere Offiziere sowie zehn Mann.
Frowein kannte die M4-Maschine zuvor kaum. Trotzdem gelang es ihm, innerhalb der nur sechs Monate eine erfolgversprechende kryptanalytische Angriffsmethode zu entwickeln. Dazu benötigte er als Voraussetzung ein Textfragment, von dem er annehmen konnte, dass es im (unbekannten) Klartext vorhanden ist.
Das zugrunde liegende Verfahren ist prinzipiell seit Jahrhunderten in der Kryptologie bekannt und wird als „Methode des Wahrscheinlichen Wortes“ bezeichnet (englisch Probable word method; französisch L'attaque par mot probable). Ohne dass Frowein es wusste oder auch nur ahnte, benutzten die britischen Codebreakres im englischen Bletchley Park (B.P.) bereits seit Jahren sehr erfolgreich eine solche Methode (Turing-Bombe), um die deutschen Enigma-Funksprüche zu brechen. Das Textfragment wurde im dortigen Jargon als Crib bezeichnet.
Frowein fand heraus, dass ein Textfragment der Länge 25 (also 25 aufeinanderfolgende Buchstaben im Text) hinreichend sein kann, um Enigma-M4-Sprüche erfolgreich zu entziffern. Als Ursache für diese kryptographische Schwäche diagnostizierte er den Fortschaltmechanismus für die Walzen der Enigma. Da diese jeweils nur eine einzige Übertragskerbe (Walzen I bis V) oder lediglich zwei Kerben (Walzen VI bis VIII) aufweisen, drehen sich die meisten Walzen nur relativ selten. (Dies ist eine objektive Schwäche der Enigma, was die Deutschen offenbar nicht wussten.) Seine Arbeit fand hohe Anerkennung und er bekam dafür das Kriegsverdienstkreuz verliehen.
Die einzige Maßnahme, die die Kriegsmarine daraufhin ergriff, war zu befehlen, dass fortan stets eine der Walzen VI bis VIII (mit zwei Kerben) auf der rechten Seite des Walzensatzes anzuordnen war, um ein etwas häufigeres Fortschalten des mittleren Rotors zu erreichen. Dies führte – entgegen der Absicht einer Stärkung des Verfahrens – jedoch zum gegenteiligen Effekt. Die Verschlüsselung wurde geschwächt, weil sich von nun an die mögliche Anzahl der Walzenlagen – das ist ein wesentliches Element zur kryptografischen Stärkung – drastisch verringerte. Gab es zuvor 8 × 7 × 6 gleich 336 Möglichkeiten für die Walzenlage (ohne Berücksichtigung der „Griechenwalze“ ganz links und der Umkehrwalze „β“ (Beta) oder „γ“ (Gamma) als wählbare Reflektoren), waren es danach nur noch 7 × 6 × 3 oder 126 mögliche Walzenlagen, die die Deutschen zur Verfügung hatten und die folglich die Codeknacker in B.P. untersuchen mussten – eine erhebliche Arbeitserleichterung, die man dort willkommen hieß.
Unmittelbar nach dem Krieg, wurde Frowein von der United States Army verhaftet und am 21. Juni 1945 vom Target Intelligence Committee (TICOM) verhört.